# (5698) Nolde
(5698) Nolde (4121 T-1) – planetoida z pasa głównego asteroid okrążająca Słońce w ciągu 5,5 lat w średniej odległości 3,11 j.a. Odkryta 26 marca 1971 roku.